# إدوارد توماس برانش
إدوارد توماس برانش هو محامي وقاضي وسياسي أمريكي، ولد في 6 ديسمبر 1811، وتوفي في 24 سبتمبر 1861. نشط حزبياً في الحزب الديمقراطي. وقد انتخب Speaker of the Texas House of Representatives ‏.